# Xystrocera vittata
Xystrocera vittata es una especie de escarabajo longicornio del género Xystrocera, categorizada en la tribu Xystrocerini, de la subfamilia Cerambycinae. Fue descrita por Fabricius en 1793.

## Descripción
Mide 18-20 mm de longitud.

## Distribución
Se distribuye por Angola, Benín, Camerún, Costa de Marfil, Gabón, Ghana, Kenia, Malaui, Malí, Níger, República del Congo, Senegal, Sierra Leona y Somalia.